# Герб Уварово
Герб муниципального образования городской округ «город Ува́рово» Тамбовской области Российской Федерации.
Герб Уварово утверждён решением Уваровского городского Совета народных депутатов 29 ноября 2012 года № 378.
Герб внесён в Государственный геральдический регистр Российской Федерации под регистрационным номером 8060.

## Описание герба
«В золотом поле с узкой зелёной каймой — пурпурная вишня с обращённым вверх и влево зелёным черенком и таким же листом, вверху сопровождённая тремя пурпурными пчелами с серебряными крыльями, а внизу — золотым узким поясом, вверху выщербленным, внизу чешуевидным, окаймлённым лазурью».

Герб города Уварово в соответствии со статьёй 4 Закона Тамбовской области от 27 марта 2003 г. № 108-З «О гербе Тамбовской области» может воспроизводиться в двух равно допустимых версиях:
 — без вольной части;
 — с вольной частью — четырёхугольником, примыкающим изнутри к верхнему правому углу герба города Уварово с воспроизведёнными в нем фигурами из гербового щита Тамбовской области.
Герб города Уварово может воспроизводиться со статусной короной установленного образца.

## Символика герба
Символика герба города Уварово многозначна:
 — пчелы косвенно отражают происхождение названия бывшего села Уварово. Оно было названо по фамилии П. С. Уварова, промышлявшего в этих местах охотой и бортничеством (собиранием мёда диких пчёл). Пурпурный цвет пчел символически отражает древность профессии бортника. Пчелы на гербе города указывают на принадлежность города к Тамбовской области, в гербе которой также три пчелы;
 — вишенка — символ богатства уваровских земель вишнёвыми садами. Вишня — символ добра и нежности;
 — волнообразный пояс — символ реки Вороны (бассейн Дона), на берегу которой стоит Уварово.
Золото — символ высшей ценности, величия, богатства, урожая.
Зелёный цвет символизирует весну, здоровье, природу, молодость и надежду.
Пурпур — символ власти, славы, почёта, благородства происхождения, древности.
Серебро — символ чистоты, открытости, божественной мудрости, примирения.

## История герба

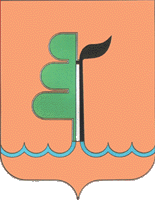
Герб Уварово (1989 год)

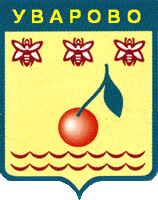
Рисунок герба Уварово (2001 год)

Первый герб Уварово был утверждён решением № 226 исполнительного комитета Совета народных депутатов города 28 июля 1989 года. Герб имел следующий вид: «В золотом поле щита изображены половина зеленого дерева, половина дымящей заводской трубы, синяя волнистая линия в нижней части».
26 апреля 2001 года по проекту главного архитектора города Юрия Ивановича Сушкова был утверждён Решением городского Совета народных депутатов города Уварово № 59 новый герб города. Решение городского Совета народных депутатов города Уварово № 59 от 26 апреля 2001 года о гербе города.
Герб имел следующее описание: Герб города Уварово представляет собой изображение на геральдическом щите с отношением ширины к высоте 5:7 четырёх элементов, символизирующих исторические, географические, хозяйственные отличительные черты города:
 — Наименование города — Уварово. Изображается в верхней части геральдического щита на зелёном поле с отношением ширины к высоте 1:5, буквами золотистого цвета.
 — Символ, характеризующий административную принадлежность города к Тамбовской области, а также олицетворяющий род занятий многих жителей города — три пчелы (элемент исторического герба Тамбовской губернии). Изображаются на жёлтом поле по горизонтальной линии сочетанием следующих цветов: чёрного, золотистого, голубого.
 — Символ, характеризующий особенность хозяйственной деятельности (большие площади вишнёвых садов на территории города) — плод вишни с плодоножкой и листом. Изображается на жёлтом поле в центре геральдического щита на пересечении диагональных осей симметрии щита сочетанием следующих цветов: бордового, коричневого, зелёного.
 — Символ, характеризующий природно-географическую особенность города и в немалой степени ставший причиной возникновения Уварово — река Ворона — два ряда волнистых линий, изображающих реку. Изображаются на жёлтом поле в нижней части геральдического щита по горизонтальной линии.
Герб Уварово был доработан Союзом геральдистов России и 29 ноября 2012 года решением Уваровского городского Совета народных депутатов утверждён в качестве официального символа города.
Авторы герба: идея герба — Юрий Сушков (Уварово); геральдическая доработка — Константин Моченов (Химки); художник и компьютерный дизайн — Оксана Афанасьева (Москва); обоснование символики — Вячеслав Мишин (Химки).